# Antheraeopsis chengtuana
Antheraeopsis chengtuana is een vlinder uit de familie van de nachtpauwogen (Saturniidae). De wetenschappelijke naam van de soort is, als Antheraea chengtuana, voor het eerst geldig gepubliceerd in 1923 door Watson.